# Височанська сільська територіальна громада
Височанська сільська громада — територіальна громада в Україні, в Ніжинському районі Чернігівської області. Адміністративний центр — село Високе.
Площа громади — 266,94 км², населення — 4607 мешканців (2018).
Утворена 11 вересня 2017 року шляхом об'єднання Великодочинської, Височанської, Головеньківської, Новомлинівської, Носелівської та Тростянської сільських рад Борзнянського району.

## Населені пункти
До складу громади входять 1 селище (Клипин) і 14 сіл: Велика Доч, Високе, Галайбине, Головеньки, Добропілля, Кербутівка, Купченків, Мала Доч, Маличина Гребля, Нові Млини, Носелівка, Паристівка, Тростянка, Червона Гірка.